# Oligobregma lonchochaeta
Oligobregma lonchochaeta är en ringmaskart som beskrevs av Detinova 1986. Oligobregma lonchochaeta ingår i släktet Oligobregma och familjen Scalibregmatidae. Inga underarter finns listade i Catalogue of Life.